# Лангеберг
Лангеберг — гірський масив у Західнокапській провінції Південної Африки. Його найвища вершина — Керомсберг має висоту 2075 м над рівнем моря та розташована на 15 км на північний схід від міста Вустер. Деякі з найвищих піків хребта розташовані на північ від Свеллендам на хребті, відомому як Годинникові піки, найвищою точкою якого є Місті-Пойнт заввишки 1710 м. 

## Етимологія
Назва голландська і означає «довга гора». 

## Географія

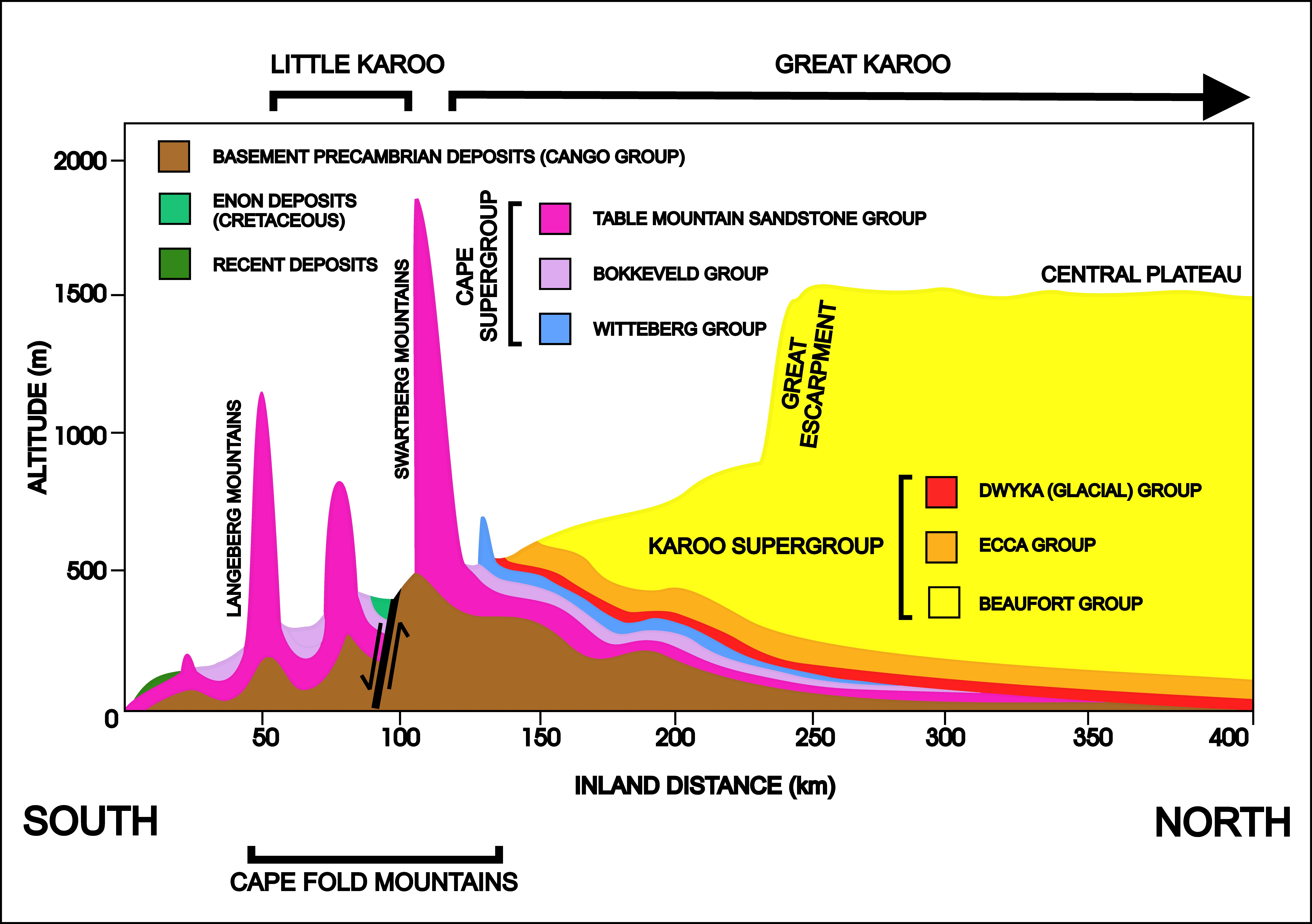
Схематичний 400-кілометровий поперечний переріз із півночі на південь через південну частину Західного Кейпу, Південна Африка, поблизу Каліцдорпа в Малому Кару (приблизно 21° 30' сх. д.), що показує взаємозв’язок між прибережною смугою і Малим Кару, розділені гірським масивом Лангеберг. Значення різних геологічних шарів (кольорових шарів) можна знайти в статтях про Супергрупу Кару та Капський складчастий пояс. Чорна лінія з протилежними стрілками показує зону розлому, який проходить майже 300 км уздовж південного краю гір.

Природний заповідник Grootvadersbosch в Лангеберг

Хребет пролягає з північного заходу на південний схід, від гір Хекс-Рівер до гір Аутенікуау та має протяжність приблизно 250 км. Відкриті рівнини Малого Кару межують з півночі гірського хребта. На південь від Лангеберга розташована долина річки Бріде, а північна частина виходить на долину Гроот, праву притоку річки  Гуріц, по хребту проходить вододіл між Бріде та Гуріц. 
На південних схилах хребта зустрічаються рослини гірського фінбошу, на північних схилах зустрічаються сукуленти Кару та  рослинні угрупування реностервельд в районах ущелин, вологих районів річок  зустрічаються ділянки афромонтанського лісу. 

### Заповідні території
Вздовж ареалу розташовані такі заповідні території :
- Природний заповідник Марлот[en], у районі найвищих вершин
- Зона дикої природи Боосмансбос[en], яка включає природний заповідник Гротвадерсбош[en] поруч  Беррідейлом[en]

## Гірські перевали
Через хребет проходять декілька автошляхів:
- R324 —  регіональний маршрут, який з’єднує Баррідейл на півночі з  Вітсендом[en] на півдні, проходить через перевал Традув[en].
- R62 — провінційний маршрут, який з’єднує Ештон[en] із Хьюмансдорпом[af]
- R323 — регіональний маршрут, який з’єднує  Міетджіе-се-Крааль на півдні з Ледісмітом на півночі.[4]

## Дивись також
- Географія Південної Африки
- Західний Кейп